# هال هايبارد
هال هايبارد (بالإنجليزية: Hall Hibbard) هو مهندس فضاء جوي ومهندس أمريكي، ولد في 26 يوليو 1903 في كانساس في الولايات المتحدة، وتوفي في 6 يونيو 1996 في لوس أنجلوس في الولايات المتحدة.

## وصلات خارجية
- هال هايبارد على موقع الموسوعة البريطانية (الإنجليزية)